# Villa General San Martín
Villa General San Martín (également appelée Albardón ou Villa Albardón) est une ville et le chef-lieu du département d'Albardón, dans la province de San Juan en Argentine.
Elle se situe à une quinzaine de kilomètres au nord de la capitale provinciale San Juan

## Population
La ville comptait 13 603 habitants en 2001, ce qui représentait une hausse de 50,3 % par rapport aux 9 052 habitants de 1991.
Avec la localité de Campo Afuera elle forme une seule agglomération appelée « General San Martín-Campo Afuera », qui comptait 18 205 habitants en 2001 (troisième agglomération de la province).